# 숭의사
숭의사(崇義祠)는 대한민국 충청남도 태안군 남면 양잠리에 있는, 소주 가씨인 가유약·가상·가침 등 삼대를 기리기 위한 사당이다. 1988년 8월 30일 충청남도의 문화재자료 제300호로 지정되었다.

## 개요
소주 가씨인 가유약·가상·가침 등 삼대를 기리기 위한 사당이다.
가유약은 중국의 이름높은 장군으로, 소주 가씨의 중시조(쇠퇴한 가문을 일으킨 조상)이다. 그는 임진왜란(1592)이 일어나자 이여송과 함께 조선에 와서 왜군을 무찌르는데 큰 공을 세우고 돌아갔다. 얼마 후 선조 30년(1597) 정유재란이 일어나자 아들과 손자인 가상장군, 가침을 데리고 다시 조선에 오게 되었다. 가유약은 가침을 두고 가상과 부산에서 왜군과 싸우다 함께 전사하였다. 가침은 원수를 갚으러 전장으로 가려 했으나 주위의 만류로 시체를 거두어 장사하고 묘를 모셨다. 그 뒤 가침의 아들 4형제가 중국으로 돌아가기 위해 태안까지 왔으나 배편의 사정으로 조선에 머물게 된다. 시간이 흐르고 자손이 번창하자 그의 후손들이 조정에 건의해 숭의사를 짓게 되었다.
조선 철종 2년(1851) 왕명에 따라 건물을 지은 것이다.

## 참고 문헌
- 숭의사 - 국가유산청 국가유산포털